# Baltasar Cavazos Flores
Baltasar Cavazos Flores (Saltillo, México, 29 de octubre de 1929 – Ciudad de México, 7 de abril de 2008) fue un abogado, profesor universitario y académico especializado en Derecho Laboral. 

## Actividad profesional
Hizo su bachillerato en el Ateneo Fuente y segraduó de abogado en la Universidad Autónoma de México, donde más adelante fue profesor de Derecho Laboral.
Ejerció su profesión con especialización en el derecho laboral con oficinas en México DF, Querétaro, Saltillo, Guadalajara y Tijuana. Fue uno de los autores y promotores de la Ley Federal de Trabajo de México. 
Se desempeñó como vicepresidente del Colegio de Doctores de la Universidad Interamericana UIA y profesor honorario de la Universidad de San Martín de Porres de Lima, Perú. Fue magistrado del Banco Interamericano de Desarrollo. 
Fue galardonado con la Orden del Mérito Judiciario del Trabajo de Brasil, con la distinción al Mérito Universitario otorgada  por la Secretaría General de la UNAM y con la medalla de oro al mérito docente Prima de Leyes-Instituta por la UNAM.
Fue académico de la Academia Iberoamericana de Derecho del Trabajo y de la Academia Mexicana de Derecho Internacional desde el 15 de marzo de 1996, de la Academia Mexicana de Derecho Procesal del trabajo  e  integró el Instituto Latinoamericano de Derecho del Trabajo. Entre sus obras se recuerda El Derecho del Trabajo mexicano, El Nuevo Derecho del Trabajo, 40 lecciones de derecho laboral, Causales de despido y Síntesis de Derecho Laboral comparado.